# Pestalotiopsis breviseta
Pestalotiopsis breviseta är en svampart som först beskrevs av Pier Andrea Saccardo, och fick sitt nu gällande namn av Steyaert 1949. Pestalotiopsis breviseta ingår i släktet Pestalotiopsis och familjen Amphisphaeriaceae.   Inga underarter finns listade i Catalogue of Life.